# Lari (langue)
Cet article concerne la langue lari ou laadi. Pour le peuple lari, voir Lari (peuple). Pour la langue lali ou laali, voir Laali.
Le lari (ou ladi, laadi, laari, kiladi, ciladi, tsiladi, kilaadi, cilaadi, tsilaadi,  kilari, tilari, tchilari, kilaari) est la langue des Laris, des Bakongo habitant le nord de l'ancien royaume de Kongo, qui s'étendait de part et d'autre du fleuve Congo, de l'embouchure du fleuve jusqu'au Pool Malebo, lequel est situé entre les villes actuelles de Kinshasa, sur la rive gauche et Brazzaville sur la rive droite.

## Écriture
Le ladi s’écrit  phonétiquement. Cependant, en République du Congo comme pour d’autres langues, l’orthographe française parfois approximative est utilisée. Cette utilisation de l’orthographe française pour les langues congolaises est un héritage de la colonisation française. Par exemple:
- Kuilu ou Kwilu avec une graphie phonétique → Kouilou avec l’orthographe française ;
- Masembo → Massembo
- Mpangi → Mpangui
- Kyese ou Kiese → Kiesse/Kyesse
- Mpasi → Mpachi/Mpassi/Passi
- Ngudi → Ngouri/Ngoudi
- tsiadi/ciadi → tiari/tchiari/tiadi/tchiadi
- mbazi  → mbaji
- ladi → lari.

## Prononciation
|           |        | Antérieure | Centrale | Postérieure |
| --------- | ------ | ---------- | -------- | ----------- |
| 1er degré | brève  | i          |          | u           |
| 1er degré | longue | iː         |          | uː          |
| 2e degré  | brève  | e          |          | o           |
| 2e degré  | longue | eː         |          | oː          |
| 3e degré  | brève  |            | a        |             |
| 3e degré  | longue |            | aː       |             |

|                        | Bilabiale | Bilabiale | Labio-dentale | Labio-dentale | Alvéolaire | Alvéolaire | Alvéolaire | Vélaire | Vélaire | Glottale | Glottale |
| ---------------------- | --------- | --------- | ------------- | ------------- | ---------- | ---------- | ---------- | ------- | ------- | -------- | -------- |
| Occlusive              | p         | b         |               |               | t          | d          |            | k       | ɡ       |          |          |
| Occlusive prénasalisée | mp        | mb        | mf            | mv            | nt         | nd         | nn         | ŋk      | ŋɡ      |          |          |
| Nasale                 | m         | m         |               |               | n          | n          | n          |         |         |          |          |
| Fricative              |           |           | f             | v             | s          | z̥          |            |         | ɣ       | h        |          |
| Fricative prénasalisée |           |           |               |               | ns         | nz̥         |            |         |         |          |          |
| Affriquée prénasalisée |           |           |               |               | nts        |            | nc         |         |         |          |          |
| Affriquée              | pf        | bv        |               |               | ts         | dz̥         | c          |         |         |          |          |
| Spirante               |           |           | w             | w             | l          | y          | y          |         |         |          |          |
| Spirante prénasalisée  |           |           |               |               | nl         |            |            |         |         |          |          |

Les consonnes prédorso-alvéolaires fricatives ou affriquées /s/, /z̥/, /ns/, /nz̥/, /nc/, /c/, /ts/, /dz̥/, /nts/,  peuvent être chuintées devant une voyelle antérieure fermée : [ʃ], [ʒ], [nʃ], [nʒ], [tʃ], [dʒ]. La semi-consonne spirante /y/ se prononce [j] (y comme dans yoga). La consonne [h] est une consonne fricative glottale sourde.

## Grammaire
En lari, chaque mot est constitué d'un radical, d'une racine et d'un affixe ; le radical n'étant jamais utilisé en l'état, dépourvu d'affixe. On dit alors que chaque substantif lari est construit par affixation. Par ce fait, on dit que la langue lari est une langue flexionnelle.
Dans les classes de mots  [DI-BA], [DI-MA], [CI-BI] (ou [KI-BI], [TSI-BI]), il arrive que le préfixe nominal singulier soit éludé, ou omis ; Le préfixe de classe reste, et demeure sous-entendu. Un affixe est un terme générique, pouvant désigner :
- un préfixe de classe ;
- un pronom préfixe ;
- un suffixe, une désinence ;
- un pronom personnel sujet ;
- un infixe: pronom personnel complément ;
- etc.

En ladi (l'orthographe lari  suit les normes d’orthographe française), les affixes sont ajoutés au radical pour ne plus former qu'une seule entité ; on dit alors que le ciladi (prononciation : tchilari ou tchiladi) ou tsiladi (prononciation : tilari ou tiladi), est une langue à flexion externe. Le fait que le ladi est une langue à flexion externe la classe dans les langues agglutinantes ; une langue agglutinante est une langue dans laquelle les flexions se font par affixation.
De plus en ladi le D de certains mots peut se prononcer R quand la lettre D est accompagné de la voyelle I , :
- paDI (matin) peut se prononcer paRI
- maDImba (xylophone) → maRImba
- laDI → laRI
- nsàmbwàDÌ (chiffre sept) → nsàmbwàRÌ
- etc.

| Exemples de mots contenant DI                                                     | Bonne prononciation            | Mauvaise prononciation         |
| --------------------------------------------------------------------------------- | ------------------------------ | ------------------------------ |
| Kongo DIa ntotila (ou ntotela) (royaume du Kongo)                                 | Kongo DIa ntotila (ou ntotela) | Kongo RIa ntotila (ou ntotela) |
| KuDIa (manger)                                                                    | KouDIa                         | KouRIa                         |
| (Meno) niDíiDi/niDIDI/nDIDI/Meno malala nDIDI (J'ai mangé/J'ai mangé des oranges) | niDíiRI/niDIRI/nDIRI           | NiRíiRI/niRIRI/nRIRI           |
| NsunDI (sous-groupe Kongo)                                                        | NsounDI                        | NsounRI                        |

Le K de la première syllabe d’un mot, accompagné de la voyelle I  peut être remplacé par C (prononciation : tch) ou TS (prononciation : tsə) :
- Kiladi peut être remplacé par Ciladi/TSiladi
- Kitoko (beauté) → Citoko/TSitoko
- Le proverbe Kongo « Kiaku Kiaku Kiangani Kiangani » ou  « Kiaku Kiaku Kiangana Kiangana » (Ce qui est à toi est à toi, ce qui est à autrui est à autrui) →  « Ciaku Ciaku Ciangana Ciangana » ou « TSiaku TSiaku TSiangana TSiangana »[11] » (les orthographes TCH, TI et TY « Tchiakou Tchiakou Tchiangana Tchiangana », « Tiakou Tiakou Tiangana Tiangana » et « Tyakou Tyakou Tyangana Tyangana » suivent les normes d'orthographe française)
- Kikongo → Cikongo/Tsikongo
- Kima (chose) → Cima/Tsima
- etc.

Les pronoms personnels sujets en ladi , :
| Pronoms personnels sujets en tsiladi | Traduction en français |
| ------------------------------------ | ---------------------- |
| Meno / Mê                            | Je                     |
| Nge                                  | Tu                     |
| Yândi                                | Il ou elle             |
| Bêto                                 | Nous                   |
| Bêno                                 | Vous                   |
| Bâu / Bâwu                           | Ils ou elles           |